# Комунистическа партия на Съветския съюз
Комунистическата партия на Съветския съюз (КПСС) (на руски: Коммунисти́ческая па́ртия Сове́тского Сою́за) е управляващата и единствена политическа партия в СССР.
Нейни ръководни органи са Централният комитет (ЦК), Политбюро на ЦК на КПСС, Секретариатът на ЦК. Партийната организация на територията на всяка съюзна република (освен в най-голямата РСФСР) на СССР също се казвала комунистическа партия.
След неуспешния Августовски пуч в Русия (1991), на 29 август 1991 г. правомощията на КПСС на територията на РСФСР са отнети с указ на президента на Русия Борис Елцин, а нейното имущество конфискувано. С указ от 6 ноември 1991 г. дейността на КПСС е прекратена, а организационната и структура – разпусната.
КПСС съществува под различни наименования:
- от 1898 – Руска социалдемократическа работническа партия (РСДРП)
- от пролетта на 1917 – Руска социалдемократическа работническа партия (болшевики) (РСДРП (б))
- от 1918 – Руска комунистическа партия (болшевики) (РКП (б))
- от 1925 – Всесъюзна комунистическа партия (болшевики) (ВКП (б)) – това е името на КПСС до ХІХ конгрес през 1952 г.
- от 1952 – Комунистическа партия на Съветския съюз (КПСС)